# Alectryon excelsus
Alectryon excelsus (Maori: titoki) is een plantensoort uit de zeepboomfamilie (Sapindaceae). Het is een kleine boom met spreidende takken en een donkere gegroefde stam. De boom wordt tussen de 10 en 20 meter hoog. De takken zijn stevig en rechtopstaand. De bladeren bestaan uit 3 tot 7 verspringende blaadjes, deze zijn glanzend en donkergroen van kleur. De rode bloemen groeien in kleine geclusterde trossen. De vlezige rode vruchten omringen gedeeltelijk een zwarte glimmende pit.
De soort komt voor in Nieuw-Zeeland, zowel op het Noordereiland als op het Zuidereiland. Hij groeit daar in kust- en laaglandbossen. De boom geeft voorkeur aan goed doorlatende, vruchtbare en alluviale bodems langs rivieroevers en bijbehorende terrassen. De soort staat op de Rode Lijst van de IUCN geklasseerd als 'niet bedreigd'.
Het vruchtvlees is eetbaar en wordt geconsumeerd door de Maori. Het hout is elastisch en wordt onder andere gebruikt voor het maken van wielen. Verder worden de pitten van deze boom gebruikt en verwerkt tot haarolie. De bladeren van de boom worden gedrenkt in deze olie om er een geurig aroma aan te geven. De productie van deze groenkleurige olie gebeurd op traditionele wijze door de zaden te pletten met behulp van een hennepzak en hete stenen.

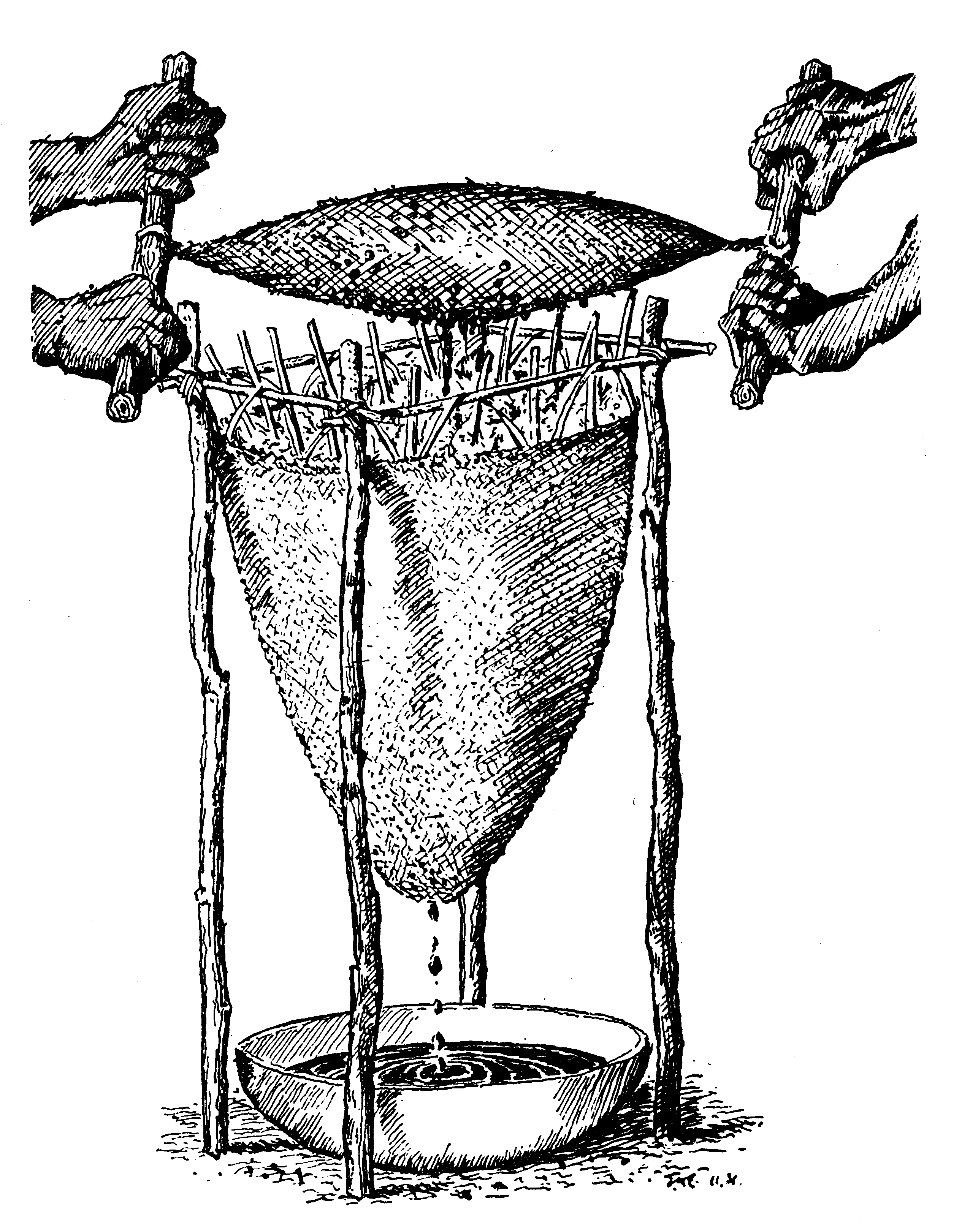
Traditionele oliebereiding

## Ondersoorten
De soort telt twee ondersoorten. De ondersoort Alectryon excelsus subsp. grandis is endemisch op de Driekoningeneilanden, waar hij groeit in kustbossen met de soort Kunzea ericoides.
- Alectryon excelsus subsp. excelsus
- Alectryon excelsus subsp. grandis (Cheeseman) de Lange & E.K.Cameron